# Орден Чула Чом Клао
Орден Чула Чом Клао — государственная награда Королевства Таиланд, зарезервированная за членами королевского дома, иностранными монархами, главами государств и правительств.

## История
Орден был учреждён королём Чулалонгкорном Рамой V 16 ноября 1873 года в честь своего двадцатилетия для вручения членам королевской фамилии. Вначале орден имел три класса, затем их количество было увеличено до четырёх, а 1 октября 1893 года был разделён на мужской и женский дивизионы. Вручается только подданным Таиланда.
Главой ордена является король Таиланда. Каждый из дивизионов имеет своего гроссмейстера: в мужском дивизионе — обычно один из старших принцев королевской крови, в женском дивизионе — королева-консорт Таиланда.
Также в орденское управление входят канцлер, секретарь и герольд.

## Степени
| 1 класс                       | 2 класс                      | 3 класс                       | 4 класс     |
| ----------------------------- | ---------------------------- | ----------------------------- | ----------- |
| Рыцарь Большой ленты          | Рыцарь (Дама) Гранд-командор | Рыцарь (Дама) Гранд-компаньон | Член        |
|                               |                              |                               |             |
| ป.จ.ว. (PChW)                 | ท.จ.ว. (ThChW)               | ต.จ.ว. (TChW)                 |             |
| Рыцарь (Дама) Большого креста | Рыцарь (Дама) Командор       | Рыцарь (Дама) Компаньон       |             |
|                               |                              |                               |             |
| ป.จ. (PCh)                    | ท.จ. (ThCh)                  | ต.จ. (TCh)                    | จ.จ. (ChCh) |

## Описание

### Рыцари Большой ленты
Инсигнии состоят из знака на орденской цепи, чрезплечной ленты, звезды и медали на нагрудной ленте.

#### Знак

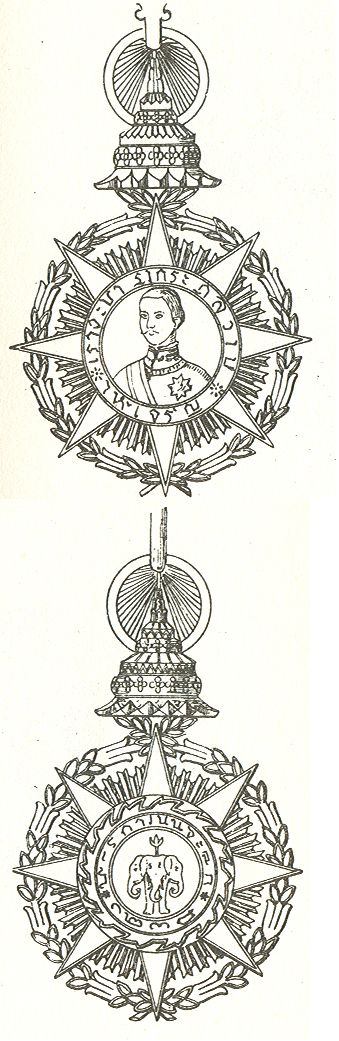
Аверс и реверс знака

Знак ордена представляет собой восьмиконечную звезду, с заострёнными лучами, покрытыми эмалью розового цвета, наложенную на венок, листва которого частично покрыта эмалью зелёного цвета. Между лучами звезды золотые сияющие штралы. В центре знака круглый медальон с широкой каймой синей эмали. В медальоне эмалевый портрет короля Чулалонгкорна вполоборота. На кайме девиз ордена на тайском языке. Венчает знак золотая корона короля Чулалонгкорна с вставками из цветной эмали, с сиянием и кольцом для подвеса.
На реверсе знака в центральном медальоне на синем фоне три слона — один в анфас и два по бокам в профиль, несущие на спине Тришулу.

#### Орденская цепь

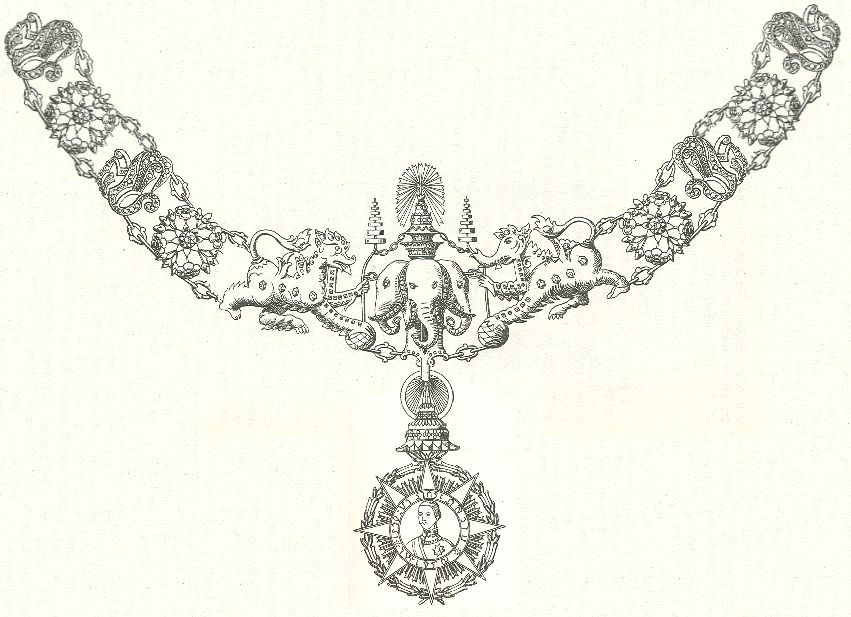
Орденская цепь

Орденская цепь состоит из чередующихся звеньев в виде золотых королевских монограмм розовой эмали и восьми золотых розеток, соединенных между собой звеньями цепи. Розетки представляют собой щиты с четырьмя радиальными наборами по три стрелы с большими наконечниками в форме листьев бо.
Центральное звено представляет собой овальный медальон с тремя слонами белой эмали, один слон анфас, два в профиль. Медальон увенчан золотой короной с сиянием. По обеим сторонам медальона — золотые львы с королевскими зонтами.
Цепь носится в церемониальной обстановке с униформой и крепится к эполетам большими белыми шелковыми бантами.

#### Звезда

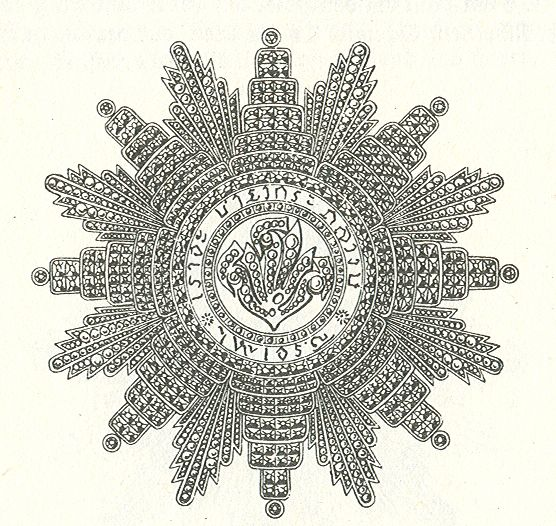
Звезда ордена специального класса

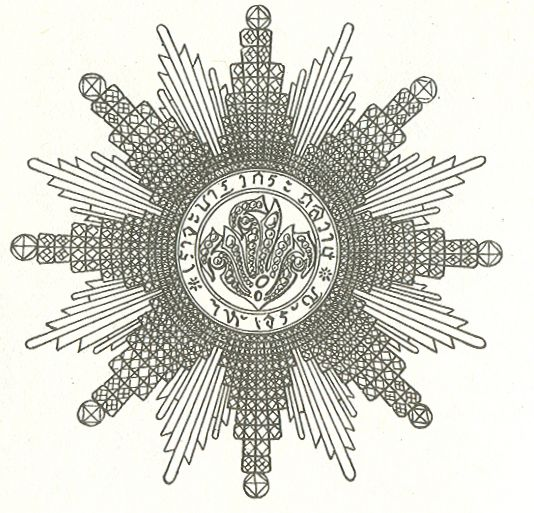
Звезда ордена класса Большого креста

Шестнадцатиконечная звезда с лучами равной длины, восемь из них — серебряные бриллиантовой огранки, между ними расположены восемь золотых лучей-штралов. В круглом центральном медальоне розовой эмали с широкой каймой голубой эмали королевская монограмма, инструктированная бриллиантами. На кайме золотыми буквами девиз ордена на тайском языке. В свою очередь кайма окаймлена бриллиантовым кольцом

#### Лента
Чрезплечная лента шёлковая муаровая розового цвета.

#### Медаль
Серебряная медаль с портретом короля Чулалонгкорна в полупрофиль. На выступающем широком бортике девиз ордена. Медаль окружает растительный венок. венчает медаль корона с кольцом, при помощи которого крепится к нагрудной ленте розового цвета.

### Рыцари Большого креста
Инсигнии состоят из знака на орденской цепи, чрезплечной ленты, звезды.

#### Знак
Знак ордена аналогичен знаку класса Рыцарей Большой ленты

#### Орденская цепь
Орденская цепь состоит из чередующихся звеньев в виде золотых королевских монограмм розовой эмали и восьми золотых розеток, соединенных между собой звеньями цепи. Розетки представляют собой щиты с четырьмя радиальными наборами по три стрелы с большими наконечниками в форме листьев бо.
Центральное звено представляет собой изображение трёх слонов, один слон анфас, два в профиль увенчанных золотой короной с сиянием. По обеим сторонам медальона — золотые львы с королевскими зонтами.
Цепь носится в церемониальной обстановке с униформой и крепится к эполетам большими белыми шелковыми бантами.

#### Звезда
Шестнадцатиконечная звезда с лучами равной длины, восемь из них — серебряные бриллиантовой огранки, между ними расположены восемь золотых лучей-штралов. В круглом центральном медальоне розовой эмали с широкой каймой голубой эмали королевская монограмма. На кайме золотыми буквами девиз ордена на тайском языке. В свою очередь кайма окаймлена бриллиантовым кольцом

### Рыцари гранд-командоры
Инсигнии класса состоят из знака на шейной ленте и звезды для мужчин, и знака на чрезплечной ленте для женщин.

#### Знак
Знак ордена аналогичен знакам предыдущих классов, но меньшего размера. Носится на шейной ленте.
Дамы знак ордена носят на широкой чрезплечной ленте наподобие Большой Ленты, через левое плечо, знак располагается у правого бедра ниже талии.

#### Звезда

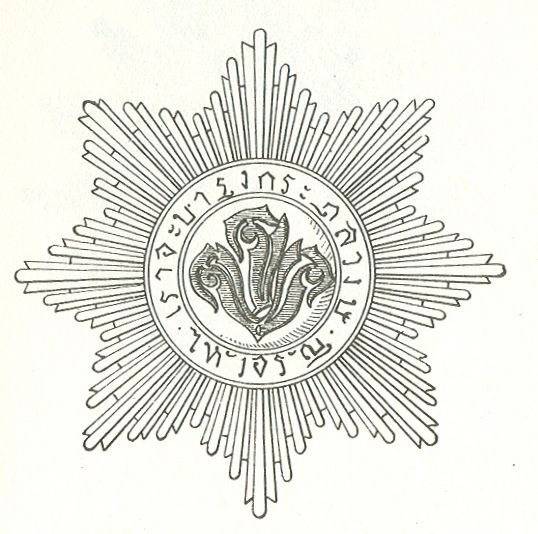
Звезда ордена класса Гранд-командор

Звезда рыцаря великого командора проще по дизайну, чем звезда Большой Ленты или Большого Креста. Восьмиконечная звезда изготовлена из серебра, каждый конец состоит из семи лучей. На центральном медальоне розовой эмали размещен золотой королевский шифр. Медальон окружен кольцом голубой эмали с золотым девизом ордена на тайском языке. Бортик кольца серебряный.

### Рыцари командоры
Инсигнии включают знак ордена на шейной ленте, дамы носят знак, подвешенный на ленте, сложенной в виде банта, на левой стороне груди.

#### Знак
Знак идентичен знаку великого командора по размерам и дизайну.

### Гранд-компаньоны
Знак ордена на нагрудной ленте с розеткой, дамы носят знак на ленте, свёрнутой в виде банта с розеткой.

### Компаньоны
Знак ордена на нагрудной ленте, дамы носят знак на ленте, свёрнутой в виде банта.

### Члены
Знак ордена серебряный с портретом короля Чулалонгкорна в полупрофиль. На выступающем широком бортике девиз ордена, который окружает растительный венок. Венчает медаль корона с кольцом, при помощи которого крепится к нагрудной ленте розового цвета. У дам знак ордена золотой, выступающий бортик покрыт эмалью синего цвета, носится на ленте, сложенной бантом.